# Ehab Tawfik
Ehab Tawfik, född 7 januari 1966 i Kairo, är en egyptisk sångare.
Sedan 1990 har han släppt 17 album. De flesta av hans låtar har likväl slagit igenom i hela Arabvärlden. Bland dessa kändaste hitsen finns "Habibi", "Sahrany", "Tetraga Feya", "Hobbak Aliminni" och "Allah Aleik Ya Sidi".

## Diskografi

### Album
- 1990 - Ekmeny
- 1992 - Marasil
- 1993 - Rasamtek
- 1994 - Hat3addi
- 1995 - Adda El Leil
- 1996 - El Donia
- 1997 - Ye3shaq El Amar
- 1999 - Sahrany
- 2001 - Habeb El Alb
- 2002 - Homma Kelmeten
- 2003 - Leeh El Khesam
- 2004 - Esmak Eh
- 2005 - Hobbek Allemni
- 2007 - Ahla Menhom
- 2007 - Ella Rasol Allah
- 2009 - Lazem Tesm3
- 2011 - Arehna Ya Belal